# Perfusionskultur
Perfusionskultur bezeichnet eine Form der Zellkultur in der Biotechnologie oder medizinischen Forschung.
Der Inkubationsreaktor mit der Zellkultur wird ständig von einem Mediumfluss durchspült. Dies stellt eine gleich bleibende Konzentrationsverhältnisse der Nährstoffe, Wachstumsfaktoren, Antibiotika etc., einen Abtransport von Stoffwechselendprodukten und eine Nachahmung natürlicher physiologischer und metabolischer Umgebungsbedingungen (Blutkreislauf, Diffusion und Kreislauf von Gewebeflüssigkeit) sicher.